# Скивенолья
Скивенолья (итал. Schivenoglia) — коммуна в Италии, располагается в регионе Ломбардия, в провинции Мантуя.
Население составляет 1234 человека (2008 г.), плотность населения составляет 94 чел./км². Занимает площадь 13 км². Почтовый индекс — 46020. Телефонный код — 0386.
Покровителем населённого пункта считается Сан-Франческо.

## Демография
Динамика населения:

## Администрация коммуны
- Официальный сайт: http://www.comune.schivenoglia.mn.it/